# Manoel Monteiro Lopes
Manoel da Motta Monteiro Lopes, ou simplesmente Monteiro Lopes (Recife, 25 de dezembro de 1867 — Rio de Janeiro, 13 de dezembro de 1910), foi um advogado, político, delegado de policia, magistrado e promotor brasileiro.
Ele se tornou notório por ser um dos primeiros deputados federais negros do Brasil e autor dos primeiros projetos de lei que reconhecimento de direitos aos trabalhadores brasileiros, com destaque para o que estabelecia o 1º de maio como feriado e o que limitava a jornada de trabalho a 8 (oito) horas diárias.

## Biografia
Filho do casal negro e livre (ou liberto) formada pelo operário Jeronymo da Motta Monteiro Lopes e por Maria Francisca Egiphicíaca de Paula Lopes, Manoel nasceu livre em dezembro de 1867, em pleno Brasil Império, onde a escravidão ainda estava em vigor.
Ele tinha mais três irmãos, dois que também se formaram pela Faculdade de Direito do Recife (João Clodoaldo e José Elias) e duas irmãs (Taciana e Maria Júlia) que se tornaram professoras e que se casaram com homens de formação superior. De acordo com o historiador Juarez Silva Junior, a análise das trajetórias dessa família apontariam para uma aparente estratégia familiar voltada para a obtenção da mobilidade social por meio da educação.
Iniciou seus estudos em sua cidade natal onde estudou no Ginásio Pernambucano e se tornou bacharel em humanidades. Em seguida, ele ingressou na Faculdade de Direito do Recife, em Pernambuco, onde se bacharelou em Ciências Jurídicas e Sociais em 29 de novembro de 1889.
Após a formatura na Faculdade de Direito do Recife, ele se mudou para o estado do Amazonas, onde inicialmente exerceu a advocacia, em seguida sendo nomeado chefe de polícia em Manaus, até que em 1892, foi nomeado promotor público também em Manaus, e, então, atuou nesse cargo público até ser nomeado, posteriormente, juiz de direito na capital amazonense.
Em 1984, Manoel se mudou para o Rio de Janeiro, onde volta a exercer a advocacia. Lá ele iria desenvolver sua vida política.

## Carreira política
Após chegar na Capital Federal, ele ingressou na Irmandade do Rosário dos Homens Pretos - ordem religiosa que permitiu a Manoel se aproximar de José do Patrocínio. No mesmo período, ele também se afiliou à maçonaria e iniciou sua militância de natureza político-partidária.
Em 1896, ele pertencia aos quadros do breve Partido Republicano Nacional, agremiação política que se dissolveu por causa das lutas internas existentes entre a ala "moderada", sob a liderança de Quintino Bocaiúva, e a ala "radical", chefiada por Silva Jardim.
Em 1903, elegeu-se intendente para o Conselho da Intendência Municipal da Capital Federal, órgão legislativo composto por 12 intendentes da cidade do Rio de Janeiro, então Capital Federal, e que recebeu esse nome após à Proclamação da República, mas que recuperou o nome de Câmara Municipal durante a década de 1930.
Em 1904 e 1905, Monteiro Lopes obteve votos suficientes para ser reeleito intendente do Conselho de Intendência Municipal do Rio de Janeiro e para ser deputado federal pela Capital Federal. Contudo, nas duas eleições ele foi impedido de assumir pelas instituições políticas eleitorais vigentes durante a República Velha.
Em 1909, candidatando-se à deputado federal pelo Partido Republicano Democrata, Manoel Monteiro Lopes enfrentou uma campanha eleitoral marcada por fortes ataques racistas, inclusive da imprensa da época (a exemplo dos periódicos Careta, Fon Fon e O Malho), além de sofrer ameaças de que caso recebe votos suficientes, ele poderia não ter seus votos confirmados pelas instituições eleitorais do período, a exemplo da Comissão Verificadora.
Inclusive, em uma entrevista dada pelo próprio Monteiro Lopes ao jornal O Commercio de Campinas, ele chegou a identificar o Barão do Rio Branco como um dos “primeiros perseguidores” de sua diplomação. Articulando-se com o Centro Internacional Operário, esta entidade logo denunciou a pressão do “Centro Industrial”, entidade formada por fazendeiros que no passado haviam sido negociantes de pessoas escravizadas e cujo porta-voz era Alcindo Guanabara.
Mobilizando aliados da classe política e movimentos sociais de diversos estados do Brasil (a exemplo do próprio Centro Internacional Operário), Manoel conseguiu influir na opinião pública, mobilizando grupos em defesa do respeito à sua eventual eleição. Assim, ele conseguiu se eleger para a Câmara dos Deputados do Brasil, representando a Capital Federal.
Durante o seu rápido e intenso mandato parlamentar, ele atuou de maneira destacada na questão social, apresentando leis em defesa dos direitos dos trabalhadores e discutindo os problemas raciais do país. Entre os pioneiros projetos de leis, estão:
- Projeto de Lei que tornava o dia 1º de maio, um feriado em favor dos trabalhadores;
- Projeto de Lei que limitava a jornada de trabalho a oito horas diárias.

Pouco mais de um ano depois do seu falecimento, o presidente Hermes da Fonseca editou o Decreto nº 2.567, 17 de janeiro de 1912, que concedeu uma pensão anual para Anna Zulmira Monteiro Lopes, viúva de Manoel, e também para Aristides Gomes Monteiro Lopes, seu filho órfão com 16 anos na época do Decreto.

## Obras
- A dama de sangue (1890), romance publicado em fascículos na imprensa do Recife.[3]

## Família Monteiro Lopes

### Descendente direto
O seu único filho, Aristides Gomes Monteiro Lopes (c. 1896-1918), era estudante da Escola Militar do Realengo, na época do óbito de seu pai, tendo falecido durante a epidemia de gripe espanhola que atingiu o Brasil no ano de 1918, quando era um aspirante à oficial do Exército.

### Ramo pernambucano
O chamado ramo "pernambucano" da família Monteiro Lopes seria formado em torno da figura do irmão mais velho de Manoel, o advogado João Clodoaldo Monteiro Lopes, que também foi político, tendo exercido, ainda durante o Brasil Império, os mandatos de vereador, em nível municipal e de deputado provincial em Pernambuco. Nesta atividade parlamentar, chegou a alcançar a presidência da Assembleia Legislativa Provincial de Pernambuco.

### Ramo amazônico
O chamado ramo "amazônico" da família Monteiro Lopes seria formado em torno da figura de outro irmão de Manoel, o advogado José Elias Monteiro Lopes, também bacharel em Direito pela Faculdade de Direito do Recife, que se radicou no estado do Pará durante a década de 1890. Será neste estado que José Elias exerceu os cargos de juiz substituto em Porto de Moz, em 1900, algum tempo depois veio a se mudar para as comarcas de Bayão, de Cametá, de Marabá (onde se tornou o primeiro juiz da localidade, sendo homenageado ao emprestar seu nome ao fórum local). Por fim, em 1922, ele se tornou juiz em Melgaço, onde veio a falecer.
Entre os descendentes de José Elias estão:
- Agnano de Moura Monteiro Lopes (1910-1994): magistrado do Tribunal de Justiça do Estado do Pará, onde veio a se tornar desembargador de justiça e presidente do TJ-PA.[1][7]
- Eduardo Monteiro Lopes: almirante da Marinha do Brasil. Foi Chefe do Estado-Maior da Armada e representante permanente do Brasil na Organização Marítima Internacional (IMO), com sede em Londres.[7]
- Eduardo Monteiro Lopes Filho: diplomata brasileiro, doutor em sociologia e vice-cônsul do Brasil em Londres.[7]